# Cycle solaire
«  Cycle de Suess » redirige ici. Pour les autres significations, voir Suess.
Pour les articles homonymes, voir Cycle solaire (homonymie).
 (avril 2020).

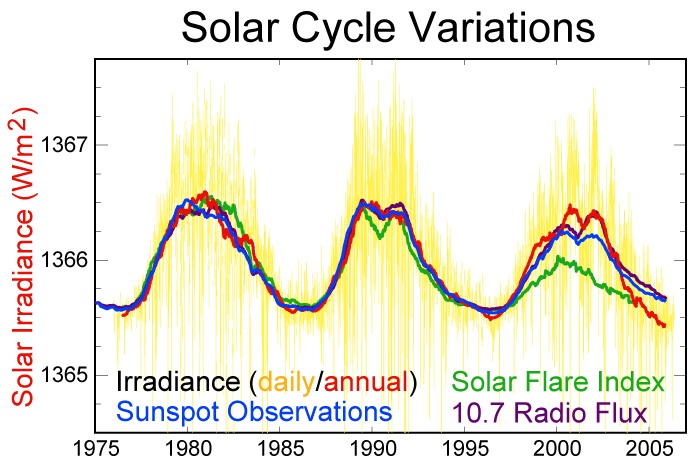
Courbe de 3 cycles solaires.

Un cycle solaire est une période pendant laquelle l'activité du Soleil varie en reproduisant les mêmes phénomènes que pendant la période de même durée précédente. Cette activité solaire se caractérise par l'intensité du champ magnétique du Soleil et par le nombre de taches à sa surface.

## Histoire
Les effets du Soleil sur la Terre varient principalement selon deux périodes, journalière (en raison de la rotation de la Terre) et annuelle (en raison de l'inclinaison de son axe de rotation), mais ils dépendent aussi de l'activité du Soleil, qui suit un cycle d'une période moyenne de 11,2 ans (d'un maximum au suivant) mais dont la durée varie entre 8 et 15 ans. L'amplitude des maxima varie du simple au triple.
Les taches solaires (dont le nombre varie au cours d'un cycle et d'un cycle à l'autre) ont été observées dès le XVIIe siècle, par Christoph Scheiner, Johannes Fabricius et Galilée. L'activité solaire est surveillée régulièrement depuis environ 1750 : le premier cycle documenté va d'août 1755 à mars 1766, mais les cycles de 11 ans n'ont été repérés que vers 1843, par l'astronome amateur allemand Heinrich Schwabe. Les cycles de Schwabe sont numérotés à partir du maximum de 1761 (voir le tableau ci-dessous). En 1849, l'astronome suisse Johann Rudolf Wolf établit une quantification de l'activité solaire fondée sur le nombre de taches, le nombre de Wolf.
Le cycle 24 a commencé en 2008 et s'est terminé début 2020 comme le suggère l'inversion du champ magnétique solaire rapportée par une équipe indienne,. Le maximum du cycle 25 est prévu par le Space Weather Prediction Center pour 2025 et devrait compter 115 taches.
| No | Début          | Fin             | Durée | Maximum                            | Nombre maximal de taches | Nombre minimal de taches (fin du cycle) | Nombre de jours sans taches    | Commentaires                                                                   |
| -- | -------------- | --------------- | ----- | ---------------------------------- | ------------------------ | --------------------------------------- | ------------------------------ | ------------------------------------------------------------------------------ |
| 1  | août 1755      | mars 1766       | 11,3  | juin 1761                          | 86,5                     | 11,2                                    |                                |                                                                                |
| 2  | 1766           | 1775            | 9     | 1770                               |                          |                                         |                                |                                                                                |
| 3  | 1775           | 1784            | 9     | 1778                               |                          |                                         |                                |                                                                                |
| 4  | 1784           | 1798            | 14    | 1788                               |                          |                                         |                                | Peut-être en réalité deux cycles, dont un qui aurait donc duré moins de 8 ans. |
| 5  | 1798           | 1810            | 12    | 1804                               |                          |                                         |                                |                                                                                |
| 6  | 1810           | 1823            | 13    | 1816                               |                          |                                         |                                |                                                                                |
| 7  | 1823           | 1833            | 10    | 1828                               |                          |                                         |                                |                                                                                |
| 8  | 1833           | 1843            | 10    | 1838                               |                          |                                         |                                |                                                                                |
| 9  | 1843           | 1855            | 12    | 1848                               |                          |                                         |                                |                                                                                |
| 10 | 1855           | 1867            | 12    | 1860                               |                          |                                         |                                |                                                                                |
| 11 | 1867           | 1878            | 11    | 1872                               |                          |                                         |                                |                                                                                |
| 12 | 1878           | 1890            | 12    | 1884                               |                          |                                         |                                |                                                                                |
| 13 | 1890           | 1902            | 12    | 1894                               |                          |                                         |                                |                                                                                |
| 14 | 1902           | 1913            | 11    | février 1906                       | 64,2                     |                                         |                                | Cycle de faible activité.                                                      |
| 15 | 1913           | 1923            | 10    | 1917                               |                          |                                         |                                | Début du maximum moderne.                                                      |
| 16 | 1923           | 1933            | 10    | 1928                               |                          |                                         |                                |                                                                                |
| 17 | 1933           | 1944            | 11    | 1939                               |                          |                                         |                                |                                                                                |
| 18 | 1944           | 1954            | 10    | 1947                               |                          |                                         |                                |                                                                                |
| 19 | 1954           | 1964            | 10    | 1958                               | ~190                     |                                         |                                | Maximum du maximum moderne.                                                    |
| 20 | 1964           | 1976            | 12    | 1968                               |                          |                                         |                                |                                                                                |
| 21 | 1976           | 1986            | 10    | 1981                               |                          |                                         |                                |                                                                                |
| 22 | 1986           | mai 1996        | 10    | 1991                               |                          |                                         |                                |                                                                                |
| 23 | mai 1996       | 4 janvier 2008  | 11,6  | mars 2000                          | 120,8                    |                                         | Minimum mensuel moyenné : 1,7. | Possiblement le dernier cycle du maximum moderne.                              |
| 24 | 4 janvier 2008 | décembre 2019   |       | 2011 (1er pic) début 2014 (2d pic) | 99 101                   |                                         |                                | Cycle de faible activité.                                                      |
| 25 | décembre 2019  | Prévu vers 2031 |       | Prévu vers juillet 2025            | Prévu à 115 +/- 10       |                                         |                                |                                                                                |

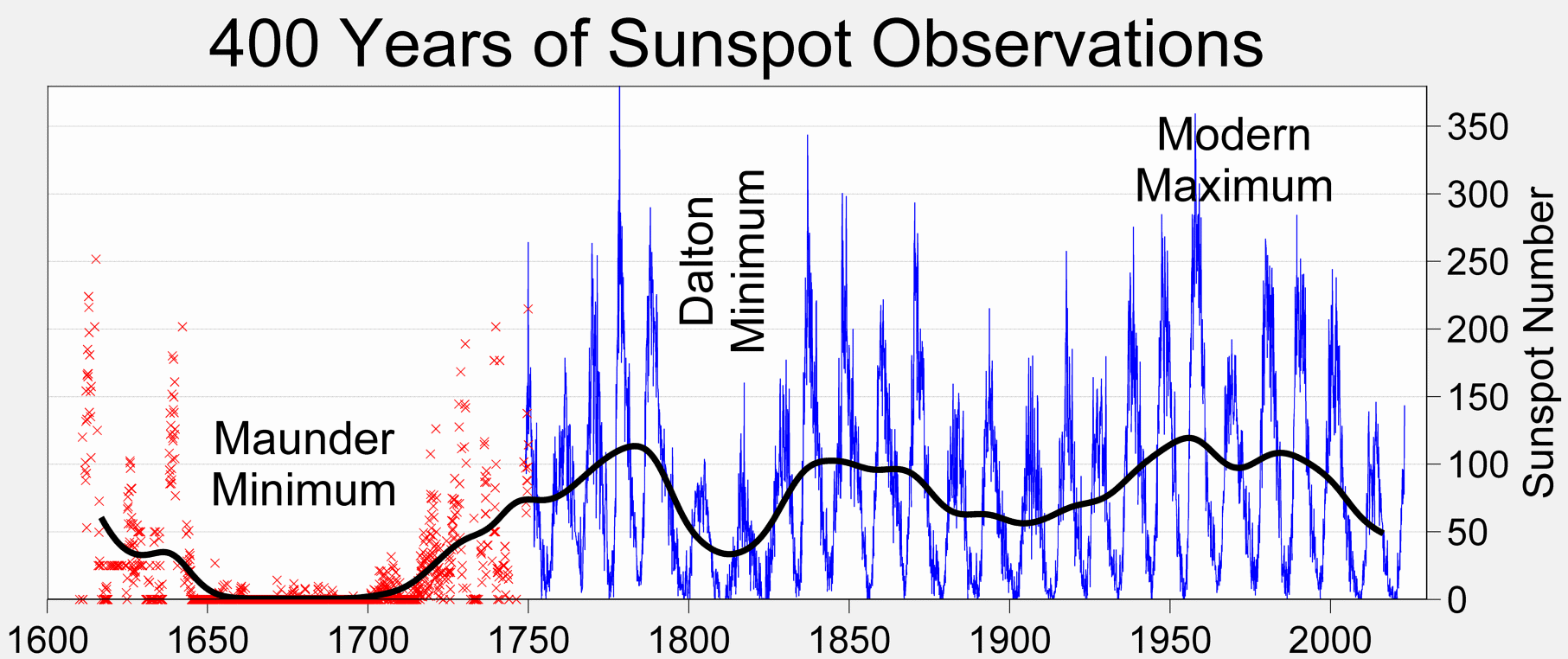
400 ans d'observation des taches solaires.

En liaison avec le cycle de 11 ans, existe un cycle de 22 ans qui concerne le champ magnétique solaire. En effet, les polarités de ce dernier s'inversent à chaque nouveau cycle de 11 ans. Un cycle de 179 ans peut être également mis en évidence en relation avec le cycle des planètes géantes gazeuses Jupiter et Saturne. Une théorie développée par Nelson (1951), Takahashi (1967), Bigg (1967), Wood (1968), Blizard (1969), Ambroz (1971), Grandpierre (1996) et Hung (2007) donne pour raison de ce cycle les « marées » solaires provoquées par les planètes du Système solaire, principalement Vénus, Terre, Mercure, Mars, Jupiter et Saturne. Ching-Cheh Hung, de la NASA, a mis en évidence une relation entre la position des planètes « productrices de marées » (tide-producing planets), Mercure, Vénus, Terre et Jupiter, et 25 tempêtes solaires parmi les 38 plus importantes de l'histoire (la probabilité qu'une telle association soit due au hasard serait de 0,039 %). Hung a également isolé un cycle de 11 ans décrit par le groupe Vénus-Terre-Jupiter correspondant au cycle des taches solaires.
Wolf a également remarqué un cycle de variation des maxima d'une période de 90 ans.
Pendant les années d'activité maximale, on constate une augmentation :
- du nombre de taches solaires et des sursauts solaires ;
- du rayonnement corpusculaire ;
- du rayonnement électromagnétique.

L'observation régulière de l'activité du Soleil, via les taches solaires, remonte au xviie siècle. Cette activité est aussi enregistrée dans les cernes des arbres par leur concentration initiale en carbone 14 (directement liée à l'intensité des rayons cosmiques), que l'on peut connaître à partir de leur concentration actuelle quand les cernes sont datés précisément. En 2020, une étude de ce type reconstitue l'histoire de la concentration de 14C dans l'air sur toute la période 969–1933. L'étude confirme la présence du cycle de Schwabe depuis 969, ainsi que l'évènement particulièrement énergétique de 993. Deux évènements similaires non signalés auparavant apparaissent aussi : en 1052 et en 1279.

## Les taches solaires

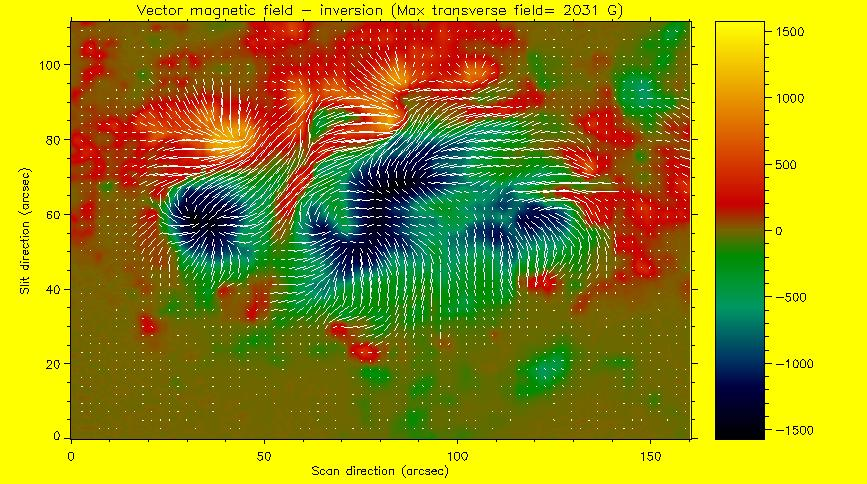
Le champ magnétique au niveau d'un groupe de taches froides de la photosphère solaire (intensité exprimée en gauss). Les niveaux de couleur décrivent la composante du champ magnétique le long de la ligne de visée. Les traits blancs illustrent la composante du champ perpendiculaire à la ligne de visée. Image obtenue à partir d'observations du télescope solaire THEMIS et traitée par BASS 2000.

Il y a deux mille ans, les astronomes grecs et chinois parlaient dans leurs écrits de taches sombres sur le Soleil dont la forme et l'emplacement changeaient. En avril 1612, Galilée fut le premier à les observer en détail à l'aide d'une lunette astronomique. Par la suite, l'observatoire de Zurich en poursuivit l'observation.
Elles apparaissent dans la photosphère comme une zone sombre (l'ombre) entourée d'une région plus claire (la pénombre), sont plus froides que la photosphère ambiante (4 500 K contre environ 5 800 K pour la photosphère), et sont dues au refroidissement consécutif à l'inhibition de la convection de surface par l'augmentation locale du champ magnétique. Leur plus grande dimension peut atteindre plusieurs dizaines de milliers de kilomètres.
Les taches apparaissent souvent en groupe, et sont souvent accompagnées d'autres taches de polarité magnétique opposée (groupe de taches bipolaire). Au début du cycle solaire, les taches apparaissent de préférence à haute latitude dans les deux hémisphères (vers 40° ; de plus, les premières taches d'un groupe sont en général de même polarité. Tout au long du cycle, les taches vont se rapprocher de l'équateur jusqu'au début du cycle suivant ; à ce moment-là, la polarité des taches devant changer. En étudiant les mouvements de ces taches solaires, les astronomes ont pu conclure que les régions équatoriales du Soleil tournaient plus vite que ses zones polaires, avant de l'être par d'autres moyens plus modernes, comme l'effet Doppler-Fizeau.
Les taches solaires sont plus sombres et plus froides que la surface du soleil et diminuent donc l'intensité de la radiation solaire. Mais elles s'accompagnent de points lumineux qui augmentent l'intensité de la radiation solaire. C'est l'effet des points lumineux qui l'emporte, de sorte que la radiation solaire est plus élevée lors des périodes de fortes activités solaire (radiation supérieure à la normale d'un facteur de 0,1 % environ).
L'observation des taches solaires est facile et permet de constater la rotation du Soleil sur lui-même en 27 jours. Les astronomes recommandent de ne jamais regarder directement le Soleil sans lunettes adaptées, en raison des risques élevés de brûlure de la rétine. Un système simple d'observation indirect consiste par exemple à projeter l'image du Soleil sur une feuille de papier à l'aide de jumelles.

## Le nombre de Wolf ouSunspot Number
La formule suivante permet de quantifier l'activité solaire, notée R, en fonction du nombre de taches t,
du nombre de groupes de taches g, et d'un coefficient k corrigeant le résultat en fonction des moyens d'observation (observateur, instrument, etc.) :
{\displaystyle R=k\,(t+10\,g)}.
Lors du cycle 19, le nombre de Wolf a atteint 190 tandis qu'il n'a pas dépassé 70 lors du cycle 14. Malgré son imprécision, le nombre de Wolf a l'intérêt d'exister depuis 250 ans tandis que l'observation scientifique avec des moyens modernes n'a que quelques cycles dans ses bases de données.

## La mesure du flux radioélectrique solaire
La radioastronomie est née avec le radar, en 1942 pendant la Seconde Guerre mondiale. Les ondes radioélectriques émises par le Soleil proviennent de la chromosphère, là où la matière est entièrement ionisée (plasma) et de la couronne. La fréquence de l'onde émise dépend de ne, le nombre d'ions par mètre cube.
Les perturbations solaires (éruption, sursauts) font varier le spectre des émissions radio.
La mesure de l'amplitude du rayonnement solaire sur 2 800 MHz (en W/Hz m2) donne un indice d'activité solaire plus fiable que le nombre de Wolf. Des mesures sont aussi effectuées sur d'autres fréquences (245 MHz, 410 MHz... 15,4 GHz).
L'étude de l'activité solaire permet de comprendre les phénomènes de propagation des ondes et de prévoir d'éventuelles perturbations des communications radioélectriques sur Terre.

## Origine
L'origine du cycle solaire, de sa quasi périodicité comme de ses fluctuations, est généralement attribuée au fonctionnement interne de la dynamo solaire, mais sans qu'une théorie fiable soit aujourd'hui établie. L'influence de facteurs externes comme les forces de marée (dues surtout à Jupiter, Vénus et la Terre) a été invoquée par certains chercheurs dès 1918, et l'est encore aujourd'hui.

## Conséquences
Les variations de l'activité solaire se traduisent par des fluctuations de la propagation des ondes radio. La gamme de fréquences la plus touchée couvre les ondes dites décamétriques ou ondes courtes qui se propagent à longue distance grâce à l'ionosphère. Pendant les orages magnétiques, la très forte ionisation des couches hautes de l'atmosphère peut perturber voire interrompre les communications avec les satellites. Cela peut avoir des conséquences graves pour les télécommunications, la navigation et le positionnement géographique.